# Breznița-Ocol
Breznița-Ocol es una comuna ubicada en el distrito de Mehedinți, Rumania.

## Superficie
Cuenta con una superficie de 94,61 kilómetros cuadrados.

## Demografía
Hasta 2021 la población era de 3826 habitantes, con una densidad de población de 40,44 habitantes por kilómetro cuadrado.
| Gráfica de evolución demográfica de Breznița-Ocol entre 1992 y 2021                  |
|                                                                                      |
| Datos según City Population y Population statistics of Eastern Europe & former USSR. |